# جون أوكونور (ملحن)
جون أوكونور (بالإنجليزية: John O'Connor)‏ هو ملحن بريطاني، ولد في 1958.

## وصلات خارجية
- جون أوكونور على موقع IMDb (الإنجليزية)